# Dondinho
João Ramos do Nascimento (Campos Gerais, 2 de outubro de 1917 — Santos, 16 de novembro de 1996) mais conhecido como Dondinho, foi um futebolista brasileiro que atuou como atacante.
Ficou conhecido como "Maleável", devido à sua facilidade para subir para o cabeceio.
Era o pai de Pelé (Edson Arantes do Nascimento), conhecido como "Rei do Futebol".

## Biografia
Nascido em Campos Gerais (MG), na metade dos anos 30, rumou a Três Corações para servir no Exército e fixou residência lá. Nesta cidade, virou ídolo pelos gols que colecionou com a camisa do Atlético local (hoje chamado Atlético Tricordiano). Pelo clube, conquistou a Taça Guaraína, em 1941 e ficou conhecido como Leônidas do Sul de Minas.
Dondinho, jogou pelo Yuracán de Itajubá onde marcou 5 gols de cabeça na final do Campeonato Itajubense de Futebol Amador, no ano de 1939, façanha que nem seu filho, Pelé, conseguiu realizar.
Atuou apenas em um jogo entre Atlético Mineiro e São Cristóvão e marcou um gol em 7 de abril de 1940. Uma lesão no joelho logo neste jogo impediu seu sucesso pelo Galo. Ele se lesionou após uma entrada do zagueiro Augusto da Costa, mais tarde jogador do Vasco da Gama e da Seleção Brasileira. Foi substituído ainda no primeiro tempo e voltou para Três Corações.
| “ | "Era um craque. Centroavante que não ficava apenas preso dentro da área. Sabia jogar pelo chão, além de ser um grande cabeceador. Uma vez, quando o Atlético conquistou um título, Dondinho foi carregado pela cidade." | ” |

Dondinho deixou Três Corações em 1943, rumo a São Lourenço, de onde depois iria para Bauru em 1945. Pelo Bauru Atlético Clube, Dondinho atuou em 199 jogos, e marcou 137 gols. Ajudou o clube a conquistar sua maior glória: o de campeão do interior, em 1946. Foi no próprio BAC, em 1952, que Dondinho parou de jogar, aos 36 anos de idade.
Sobre o Seu Dondinho, o jornalista Alexandre Garcia escreveu ao Jornal Bom dia Brasil:

## Títulos
Sociedade Desportiva Yuracan Futebol Clube
- Campeonato Itajubense: 1939

Atlético Clube Três Corações
- Taça Guaraína: 1941

Bauru Atlético Clube
- Campeão Amador do estado de São Paulo: 1946

## Filmografia
- 1962 - O Rei Pelé
- 2004 - Pelé Eterno

## Homenagens
No dia 15 de setembro de 2012, foi inaugurado o "Monumento ao Dondinho" (uma estátua), que foi erguido no Parque Municipal João Ramos do Nascimento, em Três Corações, no Sul de Minas Gerais. A estátua de aproximadamente 5 metros retrata Dondinho e Pelé ainda criança. O artista usou cimento, gesso e ferro e criou a obra em menos de 2 meses.

## Morte
Morreu de insuficiência cardíaca aos 79 anos, em 16 de novembro de 1996.